# Julia Eder (Schauspielerin)
Julia Eder (* 1982 in Moosburg an der Isar) ist eine deutsche Schauspielerin.

## Karriere
Julia Eder absolvierte ihre Schauspielausbildung von 2002 bis 2006 an der Otto-Falckenberg Schule in München.
Eder hatte Rollen in Fernsehserien wie zum Beispiel Tatort, Der Kaiser von Schexing oder Die Rosenheim-Cops. Im Fernsehfilm Totentanz (2009) spielte sie neben Rosalie Thomass, im Jahr darauf neben Christian Berkel im Horrorstreifen Der letzte Angestellte und 2012 im Fernsehfilm Heiraten ist auch keine Lösung neben Saskia Vester und Katja Flint.

## Filmografie (Auswahl)
- 2007–2015: Die Rosenheim-Cops (Fernsehserie, 3 Folgen)
- 2008: Tatort – Der oide Depp (Fernsehreihe)
- 2008–2009: Der Kaiser von Schexing (Fernsehserie, 22 Episoden)
- 2009: Franzi (Fernsehserie, 2 Episoden)
- 2009: Totentanz (Fernsehfilm)
- 2010: Der letzte Angestellte
- 2011: Die göttliche Sophie – Das Findelkind (Fernsehfilm)
- 2012: Was machen Frauen morgens um halb vier? (Fernsehfilm)
- 2012: Heiraten ist auch keine Lösung (Fernsehfilm)
- 2013: Hubert und Staller (Fernsehserie, Episode: Unhaltbar)
- 2014: Julia und der Offizier
- 2014: Lindenstraße (Fernsehserie)
- 2014: München Mord: Die Hölle bin ich (Fernsehreihe)
- 2017: Der Alte – Folge 406: Stummer Zeuge